# صوفی مازندرانی
محمد صوفی آملی مازندرانی شاعر و صوفی، جهانگرد، اهل علم متخلص به صوفی مازندرانی،
در آمل تولد یافت و در جوانی بنای جهانگردی گذاشت. چندی در شهرهای ایران به سیاحت گذرانید و در کازرون از محضر شیخ ابوالقاسم کازرونی، از مشایخ صوفیان مرشدیۀ آن روزگار، بهره‌مند شد. بعد از آن قصد حج کرد و گویند پانزده سال در مکه ماند و سپس به هند رفت. تقی‌الدین اوحدی و ملا عبدالنبی فخر الزمانی قزوینی او را در هند ملاقات کرده‌اند و نظیری نیشابوری با وی معاشر بوده است. در هند جلال‌الدین صدر متخلص به رضایی، از میان رجال و مشاهیر هند، بیشتر با وی انس داشت و از وی کسب فیض می‌کرد، ولی با این حال او در هند مسافرتهای بسیار کرده و ظاهر در احمدآباد گجرات از دنیا رفته است.
| آن کله که آرزو در او انبار است |  | روزی بینی که جای مور و مار است |

نمونه ای از اشعار طبری وی
| دل آراما اِدی ماه ناتوانِم      |  | جگر پر خار و پر خس دیدگانم |
| همان دستان که باتَم بی به گردن |  | کنونش چون زنان بر سر زنانم |

(ای دل آرام باز ماه ناتوانم، جگر پر از خار و پر از خس است چشمانم، همان دستان که گُفتم باشد به گردنم، اکنون مانند زنان به سر می زنم)

## آثار
- بت‌خانه
- ساقی نامه
- دیوان غزلیات

همچنین دیوان اشعار او در ایران در سال ۱۳۴۹ به کوشش محمدعلی جمال‌زاده و در سال ۱۳۴۷ به کوشش طاهری شهاب به چاپ رسید.